# Ustavodajna skupščina
Ustavodajna skupščina je zbor predstavnikov ljudstva, ki mora napisati ustavo ali sprejeti za ustavo neko obstoječo zakonodajo. Njen mandat ni časovno omejen, temveč poteče, ko stopi v veljavo nova ustava. Dotlej je ustavodajna skupščina najvišja državna avtoriteta.
Zgodovinske ustavodajne skupščine so na primer francoska Assemblée nationale constituante iz leta 1789, norveška Riksforsamlingen iz leta 1814, ruska Всероссийское Учредительное Собрание [Vserossijskoje Učrediteljnoje Sobranje)] iz leta 1918, jugoslovanska ustavodajna skupščina (Kraljevine SHS 1920 in Demokratične federativne Jugosavije 1945; Federalne/LR Slovenije 1946), irska Third Dáil iz leta 1922, italijanska Assemblea costituente iz leta 1946.